# Новий Сьвят (Мазовецьке воєводство)
Новий Сьвят (пол. Nowy Świat) — село в Польщі, у гміні Кльвув Пшисуського повіту Мазовецького воєводства.
Населення — 36 осіб (2011).
У 1975-1998 роках село належало до Радомського воєводства.

## Демографія
Демографічна структура станом на 31 березня 2011 року:
|          | Загалом | Допрацездатний вік | Працездатний вік | Постпрацездатний вік |
| -------- | ------- | ------------------ | ---------------- | -------------------- |
| Чоловіки | 16      | 2                  | 10               | 4                    |
| Жінки    | 20      | 1                  | 10               | 9                    |
| Разом    | 36      | 3                  | 20               | 13                   |